# Ломы (Тёмкинский район)
Ломы — деревня в Тёмкинском районе Смоленской области России. Входит в состав Батюшковского сельского поселения. Население — 3 жителя (2007 год). 
Расположена в восточной части области в 18 км к северо-западу от Тёмкина, в 20 км юго-восточнее автодороги М1 «Беларусь». В 12 км южнее деревни расположена железнодорожная станция Засецкая на линии Вязьма — Калуга. 

## История
В годы Великой Отечественной войны деревня была оккупирована гитлеровскими войсками в октябре 1941 года, освобождена в марте 1943 года.